# John-John Dohmen
John-John Dohmen, né le 24 janvier 1988, est un joueur de hockey sur gazon international belge évoluant au poste de milieu de terrain au Royal Orée.
Il est sélectionneur de l'Equipe de France depuis février 2025.

## Jeunesse
Dohmen participe au premier titre européen de l'histoire du hockey belge toutes catégories. Il est le capitaine des Belges U16 qui remporte la médaille d’or en 2004. Après ce tournoi, il est sélectionné dans l’équipe nationale belge A et intègre l’équipe première masculine de son club le Royal Leopold Club dans le même temps.

## Carrière sportive

### Début: Premières médailles
Depuis, les belles prestations avec l’équipe nationale belge s'accumulent et il décroche le bronze lors du Champions Challenge de 2005.
En 2007, il décroche le bronze lors du Championnat d'Europe 2007 à Manchester, où les Belges remportent leur première médaille européenne grâce à une victoire 4 à 3 dans les dernières secondes face à l'Allemagne. Par conséquent, ce sont les retrouvailles avec les Jeux olympiques : 32 ans après leurs dernières participations.
Voulant être meilleur et améliorer son jeu, il décide donc de changer de club juste avant l'année olympique en signant au Waterloo Ducks.
Depuis 2013, il est le parrain du club de Mons, l'Ascalon.

### Première participation aux JO 2008
John-John dispute ses premiers Jeux olympiques à Beijing en 2008 avec les Red Lions (Le surnom est créé juste avant le tournoi), où ils terminèrent à la 9e place.
Le 26 janvier 2010, il remporte le Stick d’Or 2010 pour la saison 2008-2009, lors de la réception de Nouvel An de l'Association Royale Belge de Hockey.

### Premier titre avec les Red Lions
En 2011, à Johannesbourg, il décroche l’or et le premier titre des Red Lions de leur histoire lors de la Champions Challenge, remportée face à l'Inde 4 à 3.
Ainsi, ils sont promus en Champions Trophy (top 8 mondial).
Les Red Lions et John-John Dohmen se qualifient pour les Jeux olympiques de Londres à l’Euro 2011 de Mönchengladbach. L'équipe fait un retour incroyable en match de poule contre l'Espagne pour remporter le match 3-2 (0-2 à la mi-temps) menée par son capitaine Maxime Luycx. Ce succès leur permet de terminer deuxièmes du groupe A derrière l'Allemagne et se hisse en demi-finales, où ils s’inclinent 4-2 devant les Pays-Bas. Ils s’échouent au pied du podium lors de la petite finale en étant battu 2-1 par l'Angleterre, au goal en or, tombé en première prolongation.

### JO 2012
En 2012, John-John participe à ses deuxièmes Jeux olympiques, mais cette fois avec plus d'ambition. Les Red Lions finissent 5e au classement final, une place qui n'avait plus jamais été égalée par la sélection depuis 1952.
Il est éliminé en quarts de finale du Champions Trophy à Melbourne en Australie. L'équipe nationale s’incline 1-0 face à l'Inde.

### Vice champion d’Europe
En 2013, il décroche sa première médaille d’argent avec les Red Lions aux championnats d’Europe à boom en Belgique. La Belgique s’incline à domicile 3-1 face à l’Allemagne en finale.
En 2014, les Red Lions participe à la Coupe du monde aux Pays-Bas dans un grand stade de football. Ils commencent bien la compétition mais ne parviennent pas à se qualifier pour les demi-finales en terminant 3e de la phase de poules et se classe à la 5e place.
Après la Coupe du Monde, John-John devient le nouveau capitaine de l'équipe nationale.
Il termine 8e, la dernière place, un bilan décevant des Red Lions à l'occasion du Champions Trophy à Bhubaneswar en Inde
En 2015, John-John et les Red Lions ne défendent pas leur titre de vice-champion d'Europe acquis il y a deux ans à Boom. Ils n’ont pas réussi à se qualifier pour les demi-finales du championnat d'Europe à Londres. Les Red Lions ont partagé l'enjeu 2-2 avec l'Irlande, 14e nation mondiale, alors qu'une victoire leur était nécessaire pour rejoindre le dernier carré.
L'objectif de la médaille olympique se rapproche en 2015 avec le tournoi de qualification olympique, les demi-finales de la Ligue mondiale, à Anvers. Les Red Lions termine 2e derrière l’Australie, championne du monde et se qualifie ainsi pour les Jeux olympiques de Rio. John-John reçoit le prix du «meilleur joueur du tournoi »

### Médaille d’argent aux Jeux Olympiques de Rio
En 2016, il participe à ses troisièmes Jeux olympiques à Rio. Les Red Lions (FIH 6) réussissent parfaitement leur entrée en matière en battant la Grande-Bretagne (FIH 4) 4 buts à 1. Lors de la deuxième journée, la Belgique écrase le Brésil 12-0 avec le 12e buts de John John en dernière période. Ensuite, l'équipe belge s’impose 1-0 contre l'Australie, considérée comme la meilleure nation mondiale, elle est classée numéro 1 mondiale par la Fédération internationale. Ensuite, Ils s’imposent pour la quatrième fois en autant de rencontres dans le tournoi, prenant la mesure de l'Espagne (FIH 11) sur le score de 1-3. Cette invincibilité prend fin lors de la dernière rencontre de cette phase de poules : en effet la Belgique, opposée à la Nouvelle-Zélande, est surprise lors de la seconde mi-temps, encaissant 2 buts lors du troisième quart-temps et un lors du quatrième, sauvant l'honneur à deux minutes du terme, grâce à un but de Florent Van Aubel (3-1). Les Red Lions terminent toutefois premiers de leur groupe.
En quart-de-finale, ils affrontent les quatrième du groupe B, l'Inde. Opposés à une nation largement à leur portée, les Belges se font peur lors de la première mi-temps en encaissant un but indien, mais inversent finalement la tendance en inscrivant trois buts pour s'imposer. En demi-finale, la Belgique est confrontée à un vieux rival, les Pays-Bas (FIH 2), un derby dont l'enjeu est une finale olympique et l'assurance d'une médaille. La Belgique ouvre la marque et double la mise avec l’illustration de John-John mais les Pays-Bas ont réduit la marque dans la même minute juste avant la pause par Mike Van Der Weerden sur penalty corner, Lors de la deuxième mi-temps, les Néerlandais ne réussissent jamais à revenir et la Belgique alourdit le score : victoire sur le score de 3 à 1.
En finale, les Red Lions sont confrontés à l’Argentine (FIH 7). Ils ouvrent la marque mais les Argentins égalisent peu après et inscrivent ensuite deux autres buts pour mener 3 à 1 à la pause. La deuxième mi-temps est beaucoup plus dominée par les Belges qui réduisent la marque à 3 à 2 à quelques secondes de la fin du troisième quart-temps. Mais lors du dernier quart-temps, les Red lions ne parviennent pas à trouver la faille. Ils décident alors, à deux minutes du terme, d'enlever le gardien Vincent Vanasch pour rajouter un joueur de champ et espérer l'emporter en étant en surnombre. La Belgique ne réussit pas à égaliser et prend même un dernier but, scellant la victoire des Argentins à 4 à 2. John-John doit donc se contenter d'une médaille d'argent.
C'est aussi la première médaille dans un sport collectif pour la Belgique depuis 1936 avec le bronze décroché par l'équipe belge de water-polo à Berlin. En hockey, la génération actuelle des Red Lions fait mieux que leurs homologues de 1920, sur la 3e marche du podium aux jeux d'Anvers.
Le 23 février 2017, John-John est élu meilleur joueur mondial de hockey pour l'année 2016, lors de la cérémonie des Hockey Star Awards 2016 à Chandigarh en Inde.
Après avoir pris une année sabbatique à l’issue de la finale (perdue face à l’Argentine) des Jeux olympiques de Rio en août 2016, John-John revient dans le groupe de Shane McLeod pour préparer la Finale de la ligue mondiale 2016-2017 en Inde. La Belgique (FIH 3) s’incline en quarts de finale contre l’Inde au terme de la séance de shoot-outs (3-2). Le score était de 3-3.

### Champion du monde
En 2018, John-John devient champion du monde en décrochant l’or à Bhubaneswar, en Inde. Légèrement malade durant toute la préparation du tournoi, Dohmen fait deux apparitions avec les Red Lions contre le Canada et l’Inde en phase de poules, il doit cependant déclarer forfait pour la suite de la compétition, victime d’une pneumonie à éosinophiles
Il termine avec les Red Lions à la 5e place du Champions Trophy 2018

## Palmarès
- 2009: Joueur de hockey belge de l'année
- 2016: Officier dans l'Ordre du Mérite wallon[11]
- 2016:  2e aux Jeux olympiques d'été de 2016.
- 2017: Élu meilleur joueur du monde en 2017 au Hockey Star Awards à Chandigarh
- Vainqueur de la Coupe du monde de hockey sur gazon 2018
- 2021:  1re aux Jeux olympiques d'été de 2020.